# Lomsmuren
Lomsmuren este o arie protejată (arie specială de conservare — SAC, sit de importanță comunitară — SCI, arie de protecție specială avifaunistică — SPA) din Suedia întinsă pe o suprafață de 660 ha, integral pe uscat.

## Localizare
Centrul sitului Lomsmuren este situat la coordonatele 60°31′08″N 16°55′08″E / 60.5189°N 16.919°E.

## Înființare
Situl Lomsmuren a fost declarat sit de importanță comunitară în iulie 2000 pentru a proteja 13 specii de animale. Alte tipuri de protecție:
- arie de protecție specială avifaunistică (în iulie 2000)[2]
- arie specială de conservare (în martie 2011)[1][3][4]

## Biodiversitate
Situată în ecoregiunea boreală, aria protejată conține 7 habitate naturale: Păduri caducifoliate de mlaștină fino-scandinave, Mlaștini alcaline, Mlaștini turboase de tranziție și turbării mișcătoare, Mlaștini împădurite, Taiga vestică, Lacuri și iazuri distrofice naturale, Turbării active.
La baza desemnării sitului se află mai multe specii protejate:
- păsări (12): cocoșul de mesteacăn (Bonasa bonasia), lebădă de iarnă (Cygnus cygnus), becațină comună (Gallinago gallinago), cocor (Grus grus), sfrâncioc roșiatic (Lanius collurio), culic mare (Numenius arquata), vultur pescar (Pandion haliaetus), viespar (Pernis apivorus), ploier auriu (Pluvialis apricaria), cocoșul de mesteacăn (Tetrao tetrix tetrix), fluierar de mlaștină (Tringa glareola), nagâț (Vanellus vanellus)
- nevertebrate (1): libelule (Leucorrhinia pectoralis)